# Institut de théologie de l'Église évangélique luthérienne d'Estonie
L'Institut de théologie de l'Église évangélique luthérienne d'Estonie (estonien : Eesti Evangeelse Luterliku Kiriku Usuteaduse Instituut ou EELK Usuteaduse Instituut) est une école supérieure privée à Tallinn en Estonie.

## Présentation
L'institut, établi en 1946, est située à côté de l'église du Saint-Esprit à Tallinn.
C'est l'université de l'Église évangélique-luthérienne estonienne.
L'Institut de théologie a pour mission de préparer les membres du clergé et les employés  travaillant à des postes exigeant des qualifications en théologie, en histoire culturelle et en sciences sociales dans les secteurs public et privé, et d'assurer un enseignement supérieur en théologie basé sur la recherche universitaires.
L'Institut de théologie compte quatre départements (Faculté de théologie, Séminaire pastoral, Département de musique religieuse et Département de formation continue). L'institut possède également une bibliothèque théologique.
L'institut est situé à côté de l'église du Saint-Esprit à Tallinn dans un bâtiment du XIVe siècle à l'adresse Pühavaimu 6. Le bâtiment de l'école abrite des salles d'étude, une chapelle, une bibliothèque, une salle d'informatique et une maison d'hôtes.
En 2011, l'institut a perdu son statut universitaire lors de l'évaluation nationale. 
L'école a été réorganisée en un établissement d'enseignement supérieur professionnel et a commencé à fonctionner comme tel le 1er janvier 2012. 
Le droit de mener des études supérieures appliquées et des études de maîtrise en théologie et des études de maîtrise en histoire culturelle chrétienne a été accordé à l'institut pour trois ans.